# Gonomyia topoensis
Gonomyia topoensis är en tvåvingeart som beskrevs av Alexander 1952. Gonomyia topoensis ingår i släktet Gonomyia och familjen småharkrankar.
Artens utbredningsområde är Ecuador. Inga underarter finns listade i Catalogue of Life.